# Hyparpax aurostriata
Hyparpax aurostriata är en fjärilsart som beskrevs av Graef. 1888. Hyparpax aurostriata ingår i släktet Hyparpax och familjen tandspinnare. Inga underarter finns listade i Catalogue of Life.